# Deutsche Grundstücksauktionen
Die Deutsche Grundstücksauktionen AG (kurz DGA) ist ein Auktionshaus für privatrechtliche Immobilienauktionen in Deutschland und hat ihren Sitz in Berlin. Sie versteigert nach den Vorschriften der Versteigererverordnung (VerstV) bundesweit Immobilien aller Art im Auftrag privater, kommerzieller und öffentlicher Eigentümer. Die Verkäufe erfolgen im Gegensatz zu Zwangsversteigerungen nicht im Auftrag von Gläubigern, sondern ausschließlich auf freiwilliger Basis im Auftrag der Eigentümer.
Die Unternehmensgruppe hat seit dem Börsengang 1999 insgesamt über 45.000 Immobilien im Wert von über 2 Milliarden Euro verkauft (Stand 31. Dezember 2018).

## Geschichte
Die Aktiengesellschaft entstand 1998 durch Umwandlung aus der Berliner Grundstücksauktionen Organisationsgesellschaft mbH & Co. KG. Das Vorgängerunternehmen wurde 1985 von dem öffentlich bestellten und vereidigten Grundstücksauktionator Hans-Peter Plettner gegründet. Im Juni 1999 ging das Unternehmen an die Börse. Die Aktien (ISIN DE0005533400) wurden zunächst im Freiverkehr an der Berliner Wertpapierbörse und später an weiteren deutschen Börsen gehandelt. Ab April 2012 gehörte das Wertpapier dem Entry Standard der Deutschen Börse AG an. Im März 2017 wurde die Aktie in das Börsensegment Scale der Frankfurter Wertpapierbörse aufgenommen. Das Wertpapier wird im Xetra und an allen Deutschen Börsen einschließlich Tradegate gehandelt.
Das Unternehmen wird derzeit von den Vorstandsmitgliedern Michael Plettner (Vorsitzender) und Carsten Wohlers geleitet. Dem Aufsichtsrat gehören Michael Siegmund (Vorsitzender), Christian Ansorge und Manfred Krüger an.

## Unternehmensstruktur
Die Deutsche Grundstücksauktionen AG verfügt über ein Grundkapital von 2,05 Millionen Euro, das in 1.600.000 Inhaberaktien eingeteilt ist. Die Anteile befindet sich zu ca. 40 % in Familienbesitz und zu 60 % in Streubesitz.
Das Auktionshaus verfügt über fünf hundertprozentige Tochterunternehmen:
- Deutsche Internet Immobilien Auktionen GmbH, Berlin[9]
- Norddeutsche Grundstücksauktionen AG, Rostock[10]
- Plettner & Brecht Immobilien GmbH, Berlin[11]
- Sächsische Grundstücksauktionen AG, Dresden[12]
- Westdeutsche Grundstücksauktionen AG, Köln[13]

Die Deutsche Grundstücksauktionen AG bilanziert nach Handelsgesetzbuch (HGB) und ist von der Pflicht befreit, einen Konzernabschluss und einen Konzernlagebericht gemäß § 290 HGB aufzustellen. Mit allen Tochtergesellschaften bestehen Gewinnabführungsverträge. Daher wird das Jahresergebnis der Gruppe phasengleich im Jahresabschluss der Muttergesellschaft abgebildet.

## Dienstleistungen
Die Deutsche Grundstücksauktionen AG und ihre Tochterunternehmen versteigern im Auftrag Dritter und auf rein freiwilliger Basis Immobilien und grundstücksgleiche Rechte auf öffentlichen Live-Auktionen sowie im Internet.
Das Unternehmen arbeitet für private, kommerzielle und öffentliche Immobilieneigentümer, zum Beispiel die Bundesrepublik Deutschland, vertreten durch die Bundesanstalt für Immobilienaufgaben (BImA), die Bodenverwertungs- und -verwaltungs GmbH (BVVG), die Deutsche Bahn AG, die TLG Immobilien AG sowie Bundesländer, Städte und Gemeinden. Mit Einlieferern der öffentlichen Hand bestehen zum Teil mehrjährige Rahmenverträge.
Im Jahr 2020 verkauften die Auktionshäuser der DGA-Gruppe insgesamt 1.478 Immobilien im Wert von 142,7 Millionen Euro. Dies bedeutet ein Umsatzplus von rund 42 Prozent gegenüber dem Vorjahreszeitraum. Der Objektumsatz lag 2019 bei 100,1 Millionen Euro.